# Magnus Hofberg (Instrumentenfabrik)

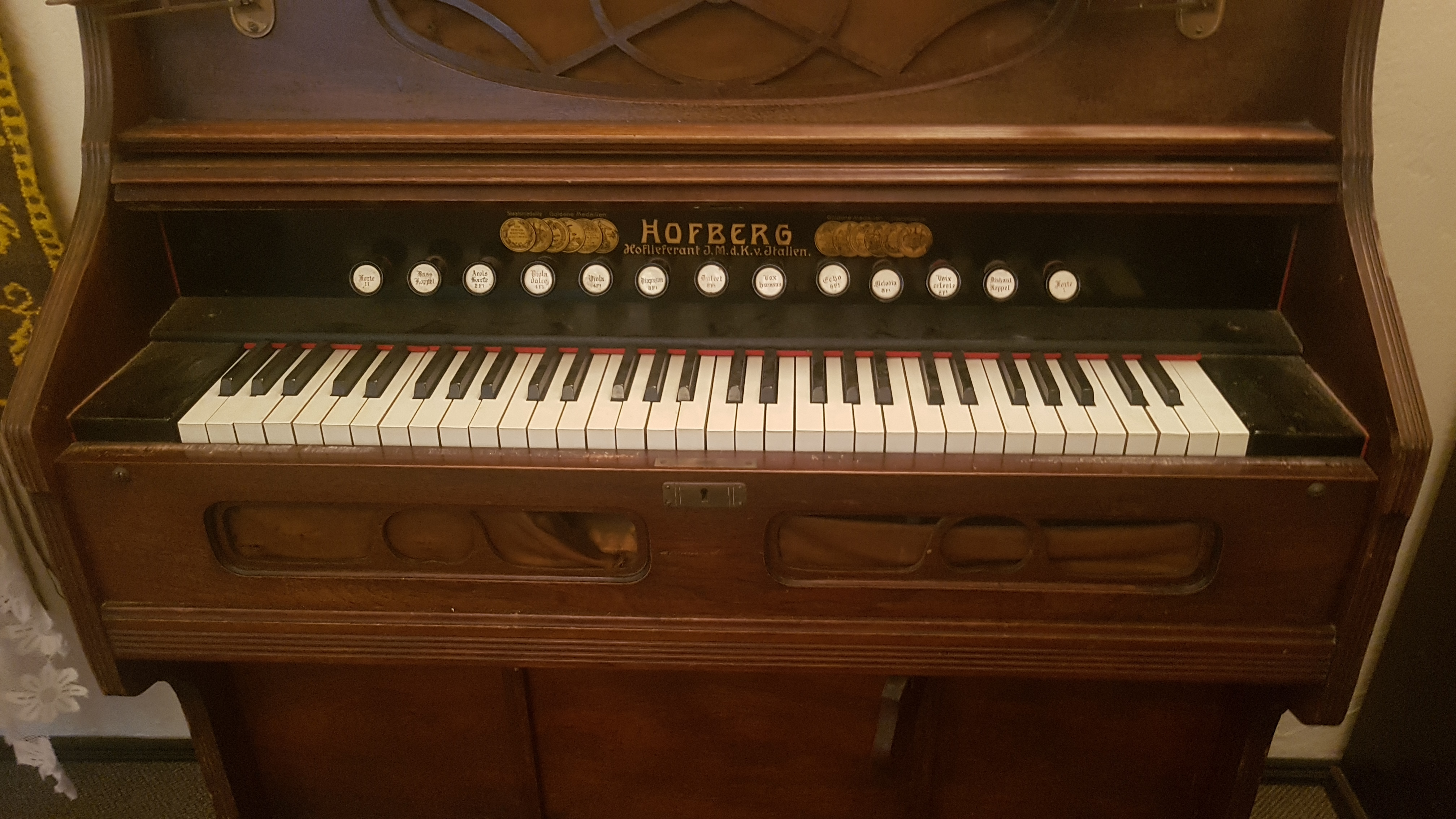
Ansicht des Manuals und der Register eines Hofberg-Harmoniums

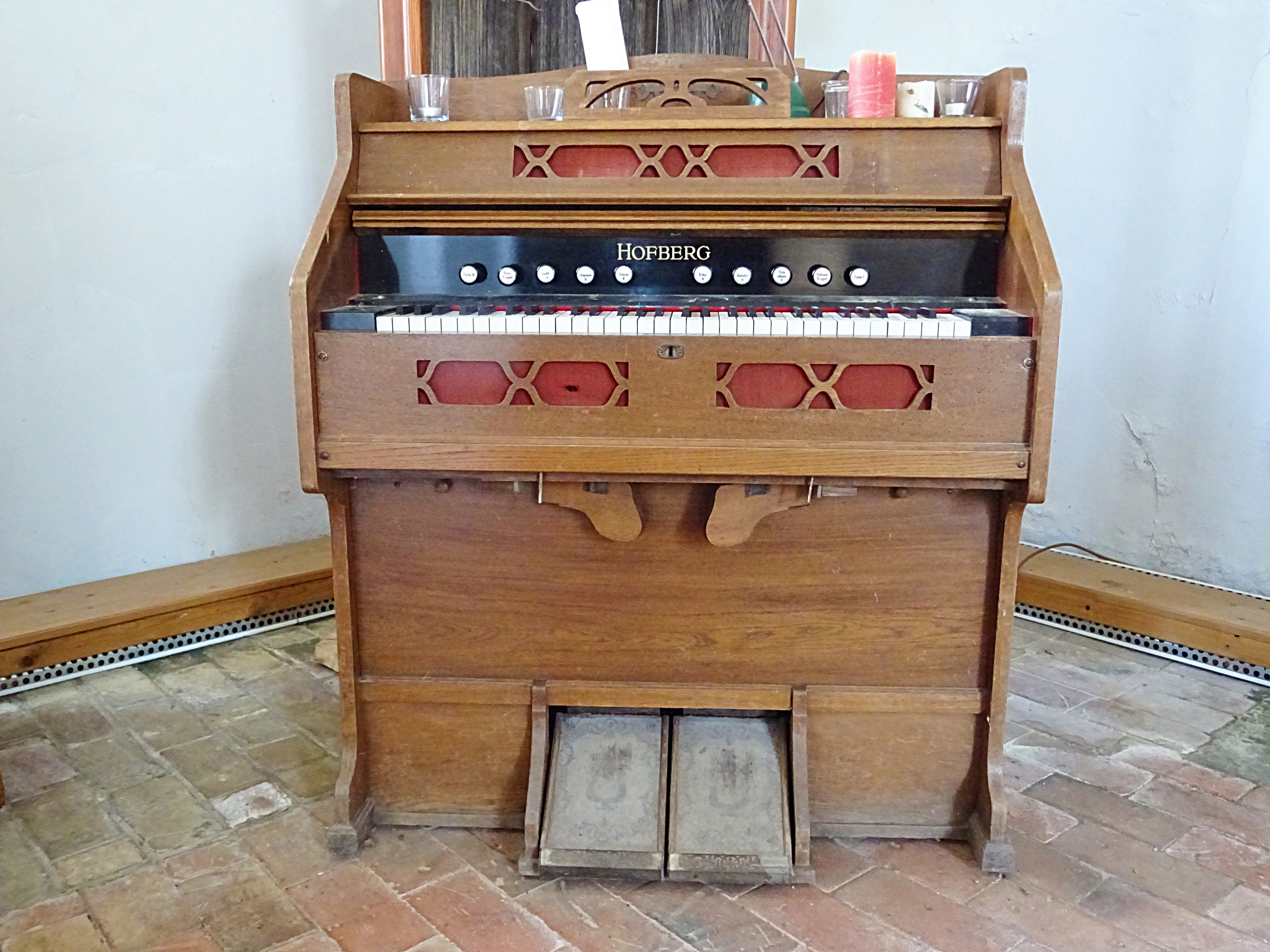
Gesamtansicht eines Hofberg-Harmoniums

Magnus Hofberg war eine in Leipzig von 1891 bis 1930 existierende Instrumentenfabrik des gleichnamigen, aus Schweden stammenden Gründers Magnus Hofberg (1862–1919). Die Fabrik stellte Saugwindharmoniums nach „amerikanischem Prinzip“ und sogenannte Choral-Organetten her. Die Instrumente waren mit dem Hinweis „Hoflieferant I.M.d.K.v. Italien“, also „Hoflieferant Ihrer Majestät der Königin von Italien“ (= Margarethe von Italien) versehen. Bis 1930 stellte Hofberg 28.500 Instrumente her.

## Unternehmensgeschichte
Der Unternehmenssitz befand sich durchgängig in Leipzig. Im Jahr 1893 war er in der Turnerstraße 49, von 1894 bis 1899 in der Lütznerstraße 24–26 in Leipzig-Lindenau. Im Jahr 1900 zog Hofberg in die nach eigenen Wünschen erbauten Gebäude in der Klingenstraße 20–22 in Leipzig-Plagwitz und verblieb dort bis zum Verkauf des Unternehmens an O. Lindholm im Jahr 1930.
Magnus Hofberg beschäftigte sich ständig mit der Verbesserung der Technik und erhielt mehrere Patente auf eigene Erfindungen, wie die doppelte Winddruckteilung, sein selbstspielendes Autoharmonium und seinen Harmoniumspielapparat Leganola.

## Technik

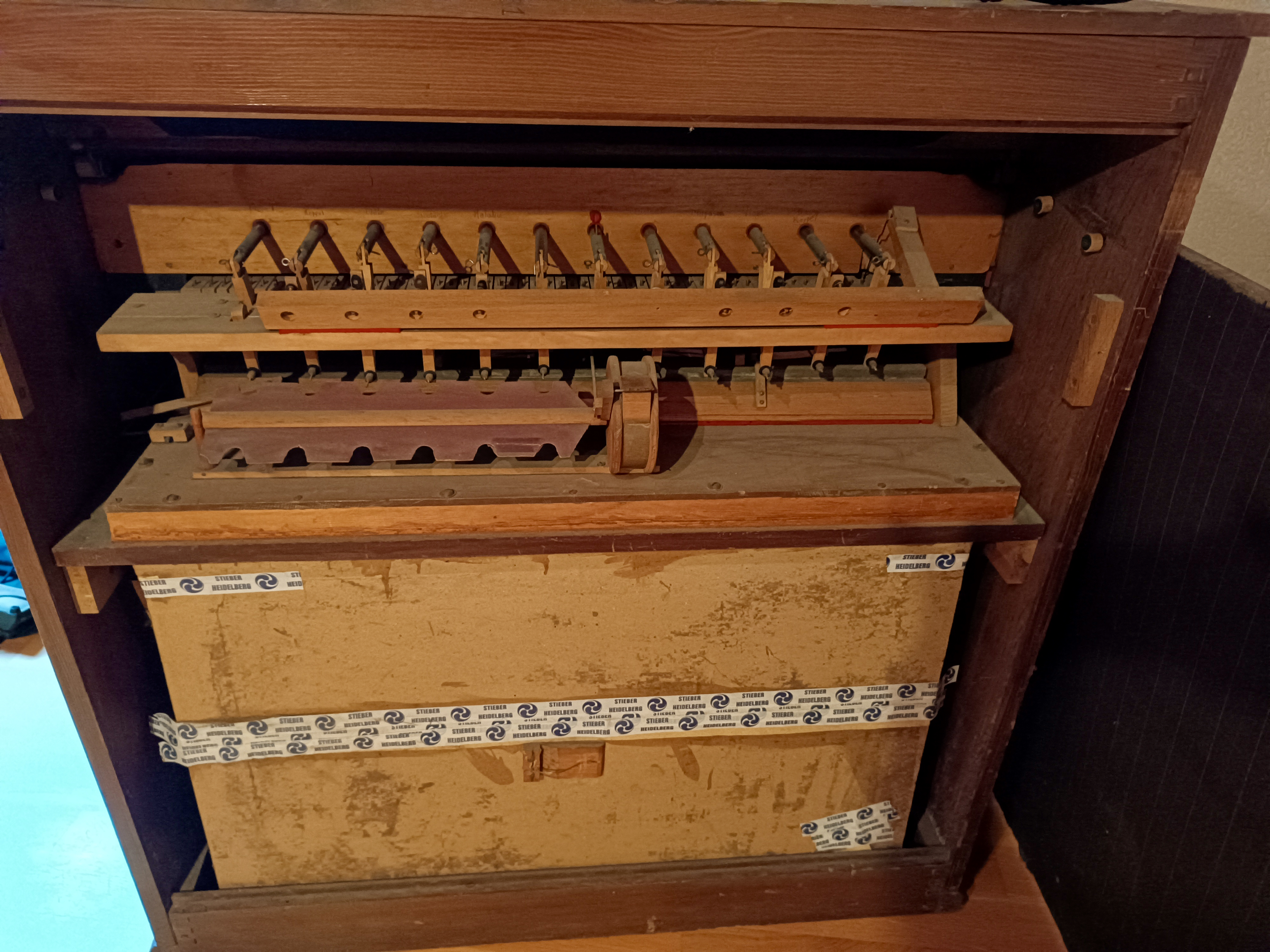
Geöffnete Rückseite eines Hofberg-Harmoniums mit Mechanik. In der Bildmitte links befindet sich der rotierende Luftfächer der Vox humana mit rechts angeflanschter Turbine und Steuerventil.

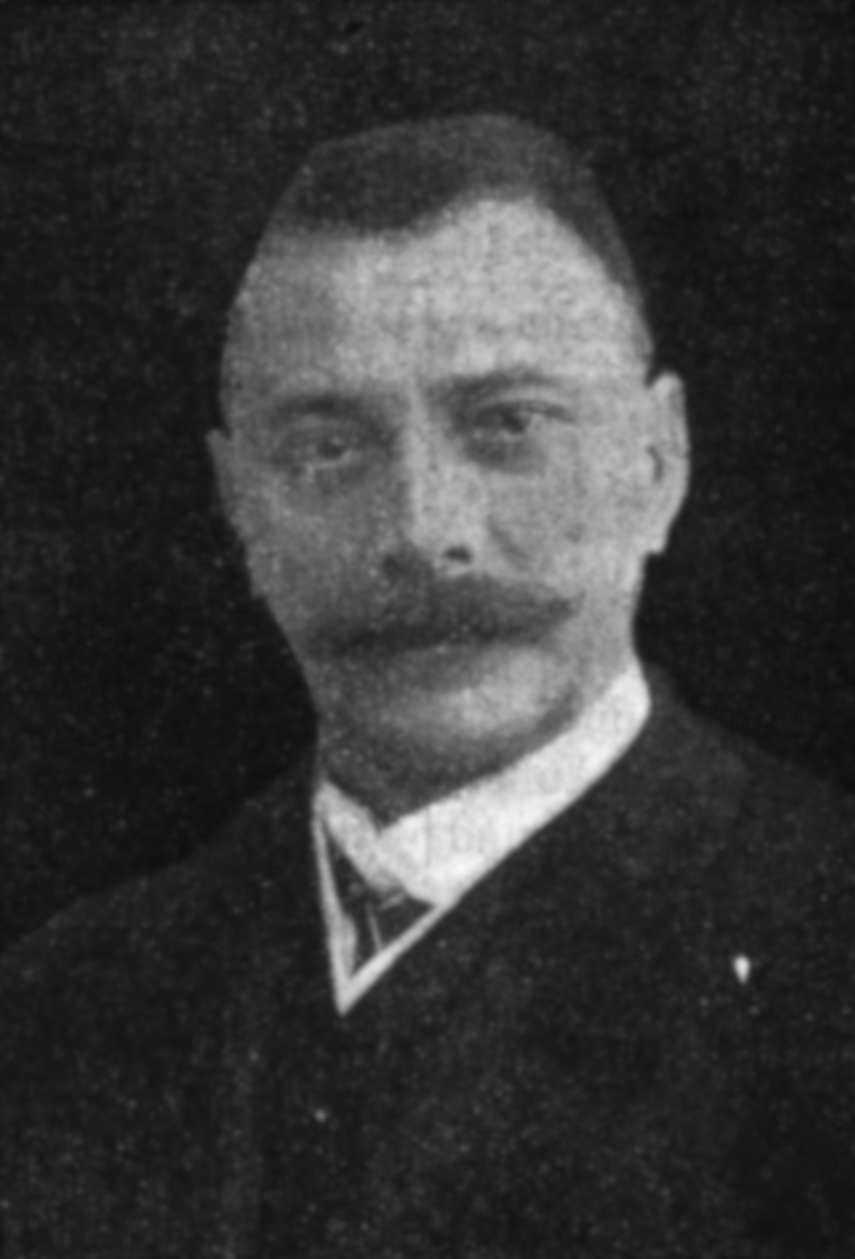
Magnus Hofberg (etwa 1919)

In Hofbergs Harmoniums wird über zwei Pedale ein Unterdruck erzeugt – daher auch die Bezeichnung Saugwindharmonium –, der durch von den Tasten gesteuerte Ventile Luft durch die jeweiligen Zungenregister saugt, so dass die Zungen in Schwingung versetzt werden und einen Ton erzeugen. Eine ausgeklügelte Unterdruckregelung sorgt für gleichbleibende bzw. regulierbare Lautstärke, unabhängig von der Anzahl der gleichzeitig angeschlagenen Töne. Ein Begrenzungsventil in der Mitte des im Bild in der unteren Hälfte sichtbaren Reservebalgs verhindert, dass ein zu großer Unterdruck aufgebaut wird.

### Zungenregister
Die Ausstattung entsprach in der Regel der eines Normalharmoniums. Die Instrumente haben daher mehrere Zungenregister, die von der Tonhöhe her 2-Fuß-, 4-Fuß- bzw. 8-Fuß-Registern einer Orgel entsprechen, gelegentlich auch 16-Fuß. Die Register erzeugen unterschiedliche Klangfarben. Eine typische Registerzusammenstellung mit 4- und 8-Fuß-Registern ist im Folgenden aufgeführt:
- Viola (4 Fuß)
- Diapason (8 Fuß)
- Dulcet (8 Fuß)
- Echo (8 Fuß)
- Melodia (8 Fuß)
- Vox Celeste (8 Fuß)
- Flöte (4 Fuß)

### Effektregister
Als Zusatzeffekte haben die Instrumente in der Regel eine Vox Humana, also eine „menschliche Stimme“. Dieses Register aktiviert einen im Inneren des Harmoniums befindlichen, rotierenden Luftfächer, der einen Vibrato-Effekt erzeugt. Der Luftfächer wird ebenfalls mit Unterdruck angetrieben. Diese Form der Vox Humana unterscheidet sich in Klang und Ausführung von der im Orgelbau üblichen Vox Humana.
Die Bass- und Diskantkoppel-Register aktivieren eine mechanische Oktavkopplung, so dass zu jedem gespielten Ton der jeweils eine Oktav tiefer (Basskoppel) bzw. höher (Diskantkoppel) liegende Ton erklingt. Das Manual wird dabei in der Mitte geteilt. Die Basskoppel wirkt auf die tiefere Hälfte, die Diskantkoppel auf die höhere.
Die „Forte I“- und „Forte II“-Register variieren die Lautstärke von Bass und Diskant über eingebaute Klappen. Das ist dynamisch auch über zwei Kniehebel möglich, die sich unterhalb des Manuals befinden.

## Rezeption
In der vierten Staffel der Fernsehserie Babylon Berlin sieht man in Minute 39 von Folge neun Alfred Nyssen – dargestellt von Lars Eidinger – auf einem Hofberg-Harmonium spielen und die Pedale betätigen. Das Harmonium wurde jedoch baulich mit einer Pfeifenorgel kombiniert und es erklingt Orgelmusik zu seinem Spiel.